# Liste der Baudenkmäler im Wuppertaler Wohnquartier Langerfeld-Mitte
Die Liste der Baudenkmäler im Wuppertaler Wohnquartier Langerfeld-Mitte enthält die denkmalgeschützten Bauwerke auf dem Gebiet von Wuppertal-Langerfeld-Mitte in Nordrhein-Westfalen (Stand: November 2011). Diese Baudenkmäler sind in der Denkmalliste der Stadt Wuppertal eingetragen; Grundlage für die Aufnahme ist das Denkmalschutzgesetz Nordrhein-Westfalen (DSchG NRW).

## Auszug aus der Denkmalliste

### Eingetragene Baudenkmäler
| Bild                                            | Bezeichnung                                           | Lage                                        | Beschreibung | Bauzeit                | Eingetragen seit   | Denkmal- nummer |
| ----------------------------------------------- | ----------------------------------------------------- | ------------------------------------------- | --- | ---------------------- | ------------------ | --------------- |
| Siedlung(Siedlung Buschenburg)                  | Siedlung (Siedlung Buschenburg)                       | Langerfeld-Mitte (Siedlung Buschenburg)     | umfasst die Häuser Buschenburg 2-14, Dieckerhoffstraße 1-13, Wilhelm-Hedtmann-Straße 30-40                        |                        |                    | 0               |
| weitere Bilder                                  | Wasserstelle mit Fontaine                             | Langerfeld-Mitte Beyeröhde                  | |                        | 1. September 1994  | 3522            |
| weitere Bilder                                  | Villa (Villa Beckmannshagen)                          | Langerfeld-Mitte Beyeröhde 1                | beherbergt heute das Kindermuseum Schaufenster Schule & Kinderkunst                                               |                        | 12. September 1996 | 4000            |
| weitere Bilder                                  | Wohnhaus                                              | Langerfeld-Mitte Beyeröhde 9                | |                        | 4. April 1985      | 398             |
| weitere Bilder                                  | Wohnhaus                                              | Langerfeld-Mitte Beyeröhde 23               | |                        | 27. März 1985      | 370             |
| weitere Bilder                                  | Wohnhaus                                              | Langerfeld-Mitte Beyeröhde 29               | |                        | 23. Februar 1990   | 1704            |
| weitere Bilder                                  | Verwaltungsgebäude (AOK Verwaltungsgebäude)           | Langerfeld-Mitte Brandenburgstraße 22       | eine D-Nummer mit Nassaustraße 12                                                                                 |                        | 3. Juni 1986       | 780             |
| weitere Bilder                                  | Siedlungshaus (Siedlung Buschenburg)                  | Langerfeld-Mitte Buschenburg 2              | Bestandteil der Siedlung Buschenburg, eine D-Nummer mit Buschenburg 4                                             |                        | 20. August 1985    | 556             |
| weitere Bilder                                  | Siedlungshaus (Siedlung Buschenburg)                  | Langerfeld-Mitte Buschenburg 4              | Bestandteil der Siedlung Buschenburg, eine D-Nummer mit Buschenburg 2                                             |                        | 20. August 1985    | 556             |
| weitere Bilder                                  | Siedlungshaus (Siedlung Buschenburg)                  | Langerfeld-Mitte Buschenburg 6              | Bestandteil der Siedlung Buschenburg, eine D-Nummer mit Buschenburg 8                                             |                        | 20. August 1985    | 557             |
| weitere Bilder                                  | Siedlungshaus (Siedlung Buschenburg)                  | Langerfeld-Mitte Buschenburg 8              | Bestandteil der Siedlung Buschenburg, eine D-Nummer mit Buschenburg 6                                             |                        | 20. August 1985    | 557             |
| weitere Bilder                                  | Siedlungshaus (Siedlung Buschenburg)                  | Langerfeld-Mitte Buschenburg 10             | Bestandteil der Siedlung Buschenburg, eine D-Nummer mit Buschenburg 12 und 14                                     |                        | 20. August 1985    | 558             |
| weitere Bilder                                  | Siedlungshaus (Siedlung Buschenburg)                  | Langerfeld-Mitte Buschenburg 12             | Bestandteil der Siedlung Buschenburg, eine D-Nummer mit Buschenburg 10 und 14                                     |                        | 20. August 1985    | 558             |
| weitere Bilder                                  | Siedlungshaus (Siedlung Buschenburg)                  | Langerfeld-Mitte Buschenburg 14             | Bestandteil der Siedlung Buschenburg, eine D-Nummer mit Buschenburg 10 und 12                                     |                        | 20. August 1985    | 558             |
| weitere Bilder                                  | Siedlungshaus (Siedlung Buschenburg)                  | Langerfeld-Mitte Dieckerhoffstraße 1        | Bestandteil der Siedlung Buschenburg, eine D-Nummer mit Dieckerhoffstraße 3, 5, 7, Wilhelm-Hedtmann-Straße 30-36  |                        | 16. August 1985    | 554             |
| weitere Bilder                                  | Siedlungshaus (Siedlung Buschenburg)                  | Langerfeld-Mitte Dieckerhoffstraße 3        | Bestandteil der Siedlung Buschenburg, eine D-Nummer mit Dieckerhoffstraße 1, 5, 7, Wilhelm-Hedtmann-Straße 30-36  |                        | 16. August 1985    | 554             |
| weitere Bilder                                  | Siedlungshaus (Siedlung Buschenburg)                  | Langerfeld-Mitte Dieckerhoffstraße 5        | Bestandteil der Siedlung Buschenburg, eine D-Nummer mit Dieckerhoffstraße 1, 3, 7, Wilhelm-Hedtmann-Straße 30-36  |                        | 16. August 1985    | 554             |
| weitere Bilder                                  | Siedlungshaus (Siedlung Buschenburg)                  | Langerfeld-Mitte Dieckerhoffstraße 7        | Bestandteil der Siedlung Buschenburg, eine D-Nummer mit Dieckerhoffstraße 1, 3, 5, Wilhelm-Hedtmann-Straße 30-36  |                        | 16. August 1985    | 554             |
| weitere Bilder                                  | Siedlungshaus (Siedlung Buschenburg)                  | Langerfeld-Mitte Dieckerhoffstraße 9        | Bestandteil der Siedlung Buschenburg, eine D-Nummer mit Dieckerhoffstraße 11, 13                                  |                        | 20. August 1985    | 559             |
| weitere Bilder                                  | Siedlungshaus (Siedlung Buschenburg)                  | Langerfeld-Mitte Dieckerhoffstraße 11       | Bestandteil der Siedlung Buschenburg, eine D-Nummer mit Dieckerhoffstraße 9, 13                                   |                        | 20. August 1985    | 559             |
| weitere Bilder                                  | Siedlungshaus (Siedlung Buschenburg)                  | Langerfeld-Mitte Dieckerhoffstraße 13       | Bestandteil der Siedlung Buschenburg, eine D-Nummer mit Dieckerhoffstraße 9, 11                                   |                        | 20. August 1985    | 559             |
| weitere Bilder                                  | Wohnhaus                                              | Langerfeld-Mitte Ehrenberger Straße 4       | |                        | 7. August 1984     | 84              |
| weitere Bilder                                  | Wohnhaus                                              | Langerfeld-Mitte Ehrenberger Straße 6       | |                        | 7. August 1984     | 84              |
| weitere Bilder                                  | Wohnhaus                                              | Langerfeld-Mitte Ehrenberger Straße 8       | |                        | 7. August 1984     | 84              |
| weitere Bilder                                  | Turnhalle (Turnhalle Am Hedtberg)                     | Langerfeld-Mitte Henkelsstraße 18 a         | |                        | 29. März 1994      | 3334            |
| weitere Bilder                                  | Kirche (Katholische Kirche St. Raphael)               | Langerfeld-Mitte Henkelsstraße 21           | |                        | 13. Mai 1994       | 3404            |
| weitere Bilder                                  | Wohnhaus                                              | Langerfeld-Mitte Inselstraße 1              | |                        | 18. April 1996     | 3892            |
| Wohnhaus                                        | Wohnhaus                                              | Langerfeld-Mitte Inselstraße 12             | |                        | 10. März 1992      | 2085            |
| weitere Bilder                                  | Wohnhaus                                              | Langerfeld-Mitte Inselstraße 13             | | Anfang 19. Jahrhundert | 8. September 1986  | 861             |
| weitere Bilder                                  | Wohnhaus                                              | Langerfeld-Mitte Inselstraße 26             | eine D-Nummer mit Inselstraße 26a                                                                                 |                        | 21. Mai 1985       | 466             |
| weitere Bilder                                  | Wohnhaus                                              | Langerfeld-Mitte Inselstraße 26 a           | eine D-Nummer mit Inselstraße 26                                                                                  |                        | 21. Mai 1985       | 466             |
| weitere Bilder                                  | Wohnhaus (ehem. Altes Amtshaus Langerfeld)            | Langerfeld-Mitte Kohlenstraße 4             | |                        | 18. Februar 1988   | 1298            |
| Wohn- und Geschäftshaus                         | Wohn- und Geschäftshaus                               | Langerfeld-Mitte Kurze Straße 1             | |                        | 30. Dezember 1994  | 3638            |
| Wohnhaus                                        | Wohnhaus                                              | Langerfeld-Mitte Kurze Straße 3             | |                        | 1. September 1986  | 856             |
| Wohnhaus                                        | Wohnhaus                                              | Langerfeld-Mitte Kurze Straße 5             | |                        | 11. August 1988    | 1436            |
| weitere Bilder                                  | Wohnhaus                                              | Langerfeld-Mitte Kurze Straße 6             | |                        | 8. September 1986  | 860             |
| Kleindenkmal(Kriegerdenkmal)                    | Kleindenkmal (Kriegerdenkmal)                         | Langerfeld-Mitte Langerfelder Markt         | |                        | 22. Januar 2010    | 4237            |
| weitere Bilder                                  | Kirche (Evangelische Kreuzkirche)                     | Langerfeld-Mitte Langerfelder Straße 114 d  | |                        | 22. Februar 1994   | 3298            |
| weitere Bilder                                  | Villa                                                 | Langerfeld-Mitte Langerfelder Straße 127    | |                        | 14. Oktober 1987   | 1148            |
| weitere Bilder                                  | Fabrikgebäude                                         | Langerfeld-Mitte Langerfelder Straße 129    | |                        | 2. Oktober 1985    | 604             |
| weitere Bilder                                  | Wohnhaus                                              | Langerfeld-Mitte Langerfelder Straße 130    | |                        | 17. September 1985 | 583             |
| weitere Bilder                                  | Wohnhaus                                              | Langerfeld-Mitte Langerfelder Straße 131    | |                        | 10. Juni 1996      | 3932            |
| weitere Bilder                                  | Wohn- und Geschäftshaus                               | Langerfeld-Mitte Langerfelder Straße 134    | |                        | 31. Mai 1985       | 505             |
| weitere Bilder                                  | Wohn- und Geschäftshaus                               | Langerfeld-Mitte Langerfelder Straße 136    | |                        | 31. Mai 1985       | 506             |
| weitere Bilder                                  | Wohnhaus                                              | Langerfeld-Mitte Langerfelder Straße 137    | |                        | 21. April 1994     | 3379            |
| weitere Bilder                                  | Wohn- und Geschäftshaus                               | Langerfeld-Mitte Langerfelder Straße 141    | eine D-Nummer mit Langerfelder Straße 143                                                                         |                        | 8. März 1989       | 1536            |
| weitere Bilder                                  | Wohn- und Geschäftshaus                               | Langerfeld-Mitte Langerfelder Straße 143    | eine D-Nummer mit Langerfelder Straße 141                                                                         |                        | 8. März 1989       | 1536            |
| weitere Bilder                                  | Brücke (Bergisch-Märkische Eisenbahnstrecke)          | Langerfeld-Mitte Leibuschstraße             | Bestandteil der Bergisch-Märkischen Eisenbahnstrecke. D-Wert als Einzelobjekt bestätigt am 21. April 1997         |                        |                    | 0               |
| weitere Bilder                                  | Verwaltungsgebäude (AOK)                              | Langerfeld-Mitte Nassaustraße 12            | eine D-Nummer mit Brandenburgstraße 22                                                                            |                        | 3. Juni 1986       | 780             |
| Grabmal(Grabplatte Fam. Johann F. Lüttringhaus) | Grabmal (Grabplatte Fam. Johann F. Lüttringhaus)      | Langerfeld-Mitte Odoakerstraße              | Grabplatte Fam. Johann F. Lüttringhaus auf dem ehemaligen Alten evangelischen Friedhof Langerfeld, Odoakerstraße  |                        | 15. Mai 2001       | 4181            |
| Grabmal(Grabplatte Fam. Ferdinand Diebschlag)   | Grabmal (Grabplatte Fam. Ferdinand Diebschlag)        | Langerfeld-Mitte Odoakerstraße              | Grabplatte Fam. Ferdinand Diebschlag auf dem ehemaligen Alten evangelischen Friedhof Langerfeld, Odoakerstraße    |                        | 15. Mai 2001       | 4182            |
| Grabmal(Grabplatte Pfarrer Karl Ludwig Braun)   | Grabmal (Grabplatte Pfarrer Karl Ludwig Braun)        | Langerfeld-Mitte Odoakerstraße              | Grabplatte Pfarrer Karl Ludwig Braun auf dem ehemaligen Alten evangelischen Friedhof Langerfeld, Odoakerstraße    |                        | 15. Mai 2001       | 4183            |
| Grabmal(Grabplatte Fam. Wilhelm von der Crone)  | Grabmal (Grabplatte Fam. Wilhelm von der Crone)       | Langerfeld-Mitte Odoakerstraße              | Grabplatte Fam. Wilhelm von der Crone auf dem ehemaligen Alten evangelischen Friedhof Langerfeld, Odoakerstraße   |                        | 15. Mai 2001       | 4184            |
| Grabmal(Grabplatte Fam. Johann Merklinghaus)    | Grabmal (Grabplatte Fam. Johann Merklinghaus)         | Langerfeld-Mitte Odoakerstraße              | Grabplatte Fam. Johann Merklinghaus auf dem ehemaligen Alten evangelischen Friedhof Langerfeld, Odoakerstraße     |                        | 15. Mai 2001       | 4185            |
| weitere Bilder                                  | Grabmal (Obelisk Fam. Casper Holzmann/Sander)         | Langerfeld-Mitte Odoakerstraße              | Obelisk Fam. Casper Holzmann/Sander auf dem ehemaligen Alten evangelischen Friedhof Langerfeld, Odoakerstraße     |                        | 15. Mai 2001       | 4186            |
| Grabmal(Fragment ohne Namensnennung)            | Grabmal (Fragment ohne Namensnennung)                 | Langerfeld-Mitte Odoakerstraße              | Fragment ohne Namensnennung auf dem ehemaligen Alten evangelischen Friedhof Langerfeld, Odoakerstraße             |                        | 15. Mai 2001       | 4187            |
| Grabmal(Grabstätte Familie Caron)               | Grabmal (Grabstätte Familie Caron)                    | Langerfeld-Mitte Odoakerstraße              | Grabstätte Familie Caron auf dem ehemaligen Alten evangelischen Friedhof Langerfeld, Odoakerstraße                |                        | 15. Mai 2001       | 4188            |
| weitere Bilder                                  | Wohn- und Geschäftshaus (Haus Vedder)                 | Langerfeld-Mitte Odoakerstraße 1            | |                        | 14. April 1989     | 1570            |
| Wohn- und Geschäftshaus                         | Wohn- und Geschäftshaus                               | Langerfeld-Mitte Odoakerstraße 2            | eine D-Nummer mit Wilhelm-Hedtmann-Straße 1                                                                       |                        | 27. September 1988 | 1474            |
| weitere Bilder                                  | Wohn- und Geschäftshaus (Gaststätte Delle)            | Langerfeld-Mitte Odoakerstraße 3            | |                        | 14. April 1989     | 1572            |
| weitere Bilder                                  | Wohn- und Geschäftshaus                               | Langerfeld-Mitte Odoakerstraße 4            | |                        | 26. März 1993      | 2848            |
| weitere Bilder                                  | Kirche (Evangelische Kirche)                          | Langerfeld-Mitte Odoakerstraße 5            | |                        | 23. August 1984    | 115             |
| weitere Bilder                                  | Wohn- und Geschäftshaus                               | Langerfeld-Mitte Schwelmer Straße 5         | |                        | 19. April 1989     | 1587            |
| weitere Bilder                                  | Wohn- und Geschäftshaus                               | Langerfeld-Mitte Schwelmer Straße 8         | |                        | 25. Juli 1985      | 540             |
| weitere Bilder                                  | Wohnhaus mit Büronutzung (Verwaltungshaus Langerfeld) | Langerfeld-Mitte Schwelmer Straße 13        | |                        | 15. Oktober 1987   | 1149            |
| weitere Bilder                                  | Verwaltungsgebäude                                    | Langerfeld-Mitte Schwelmer Straße 15        | eine D-Nummer mit Schwelmer Straße 15a                                                                            |                        | 15. Oktober 1987   | 1150            |
| weitere Bilder                                  | (Verwaltungshaus)                                     | Langerfeld-Mitte Schwelmer Straße 15 a      | eine D-Nummer mit Schwelmer Straße 15                                                                             |                        | 15. Oktober 1987   | 1150            |
| weitere Bilder                                  | Wohnhaus                                              | Langerfeld-Mitte Schwelmer Straße 55        | |                        | 25. März 1985      | 381             |
| weitere Bilder                                  | Wohnhaus                                              | Langerfeld-Mitte Schwelmer Straße 61        | |                        | 15. März 1985      | 366             |
| weitere Bilder                                  | Wohnhaus                                              | Langerfeld-Mitte Schwelmer Straße 63        | |                        | 15. März 1985      | 367             |
| Wohn- und Geschäftshaus(Schule Spitzenstraße)   | Wohn- und Geschäftshaus (Schule Spitzenstraße)        | Langerfeld-Mitte Spitzenstraße 4            | |                        | 1. September 1995  | 3731            |
| weitere Bilder                                  | Wohnhaus (Haus Goebel)                                | Langerfeld-Mitte Spitzenstraße 5            | |                        | 10. Mai 1985       | 443             |
| weitere Bilder                                  | Wohnstallhaus (Hofeshaus Cleff)                       | Langerfeld-Mitte Spitzenstraße 9            | |                        | 5. Februar 1997    | 4037            |
| Wohnhaus                                        | Wohnhaus                                              | Langerfeld-Mitte Spitzenstraße 11 a         | |                        | 16. Oktober 2002   | 2290            |
| weitere Bilder                                  | Wohnhaus                                              | Langerfeld-Mitte Thielestraße 1             | |                        | 21. August 1986    | 854             |
| weitere Bilder                                  | Wohnhaus                                              | Langerfeld-Mitte Thüringer Straße 9         | |                        | 31. Mai 1990       | 1764            |
| weitere Bilder                                  | Remise                                                | Langerfeld-Mitte Thüringer Straße 11        | |                        | 31. Mai 1990       | 1765            |
| weitere Bilder                                  | Saalbau                                               | Langerfeld-Mitte Wilhelm-Hedtmann-Straße 1  | eine D-Nummer mit Odoakerstraße 2                                                                                 |                        | 27. September 1988 | 1474            |
| weitere Bilder                                  | Wohnhaus                                              | Langerfeld-Mitte Wilhelm-Hedtmann-Straße 3  | |                        | 6. November 1989   | 1658            |
| weitere Bilder                                  | Siedlungshaus (Siedlung Buschenburg)                  | Langerfeld-Mitte Wilhelm-Hedtmann-Straße 30 | Bestandteil der Siedlung Buschenburg, eine D-Nummer mit Dieckerhoffstraße 1-7, Wilhelm-Hedtmann-Straße 32, 34, 36 |                        | 16. August 1985    | 554             |
| weitere Bilder                                  | Siedlungshaus (Siedlung Buschenburg)                  | Langerfeld-Mitte Wilhelm-Hedtmann-Straße 32 | Bestandteil der Siedlung Buschenburg, eine D-Nummer mit Dieckerhoffstraße 1-7, Wilhelm-Hedtmann-Straße 30, 34, 36 |                        | 16. August 1985    | 554             |
| weitere Bilder                                  | Siedlungshaus (Siedlung Buschenburg)                  | Langerfeld-Mitte Wilhelm-Hedtmann-Straße 34 | Bestandteil der Siedlung Buschenburg, eine D-Nummer mit Dieckerhoffstraße 1-7, Wilhelm-Hedtmann-Straße 30, 32, 36 |                        | 16. August 1985    | 554             |
| weitere Bilder                                  | Siedlungshaus (Siedlung Buschenburg)                  | Langerfeld-Mitte Wilhelm-Hedtmann-Straße 36 | Bestandteil der Siedlung Buschenburg, eine D-Nummer mit Dieckerhoffstraße 1-7, Wilhelm-Hedtmann-Straße 30, 32, 34 |                        | 16. August 1985    | 554             |
| weitere Bilder                                  | Wohnhaus                                              | Langerfeld-Mitte Wilhelm-Hedtmann-Straße 38 | eine D-Nummer mit Wilhelm-Hedtmann-Straße 40                                                                      |                        | 20. August 1985    | 555             |
| weitere Bilder                                  | Wohnhaus                                              | Langerfeld-Mitte Wilhelm-Hedtmann-Straße 40 | eine D-Nummer mit Wilhelm-Hedtmann-Straße 38                                                                      |                        | 20. August 1985    | 555             |